# Euphranta quadrimaculata
Euphranta quadrimaculata är en tvåvingeart som beskrevs av Hardy 1983. Euphranta quadrimaculata ingår i släktet Euphranta och familjen borrflugor. Inga underarter finns listade i Catalogue of Life.